# Edward Jenner

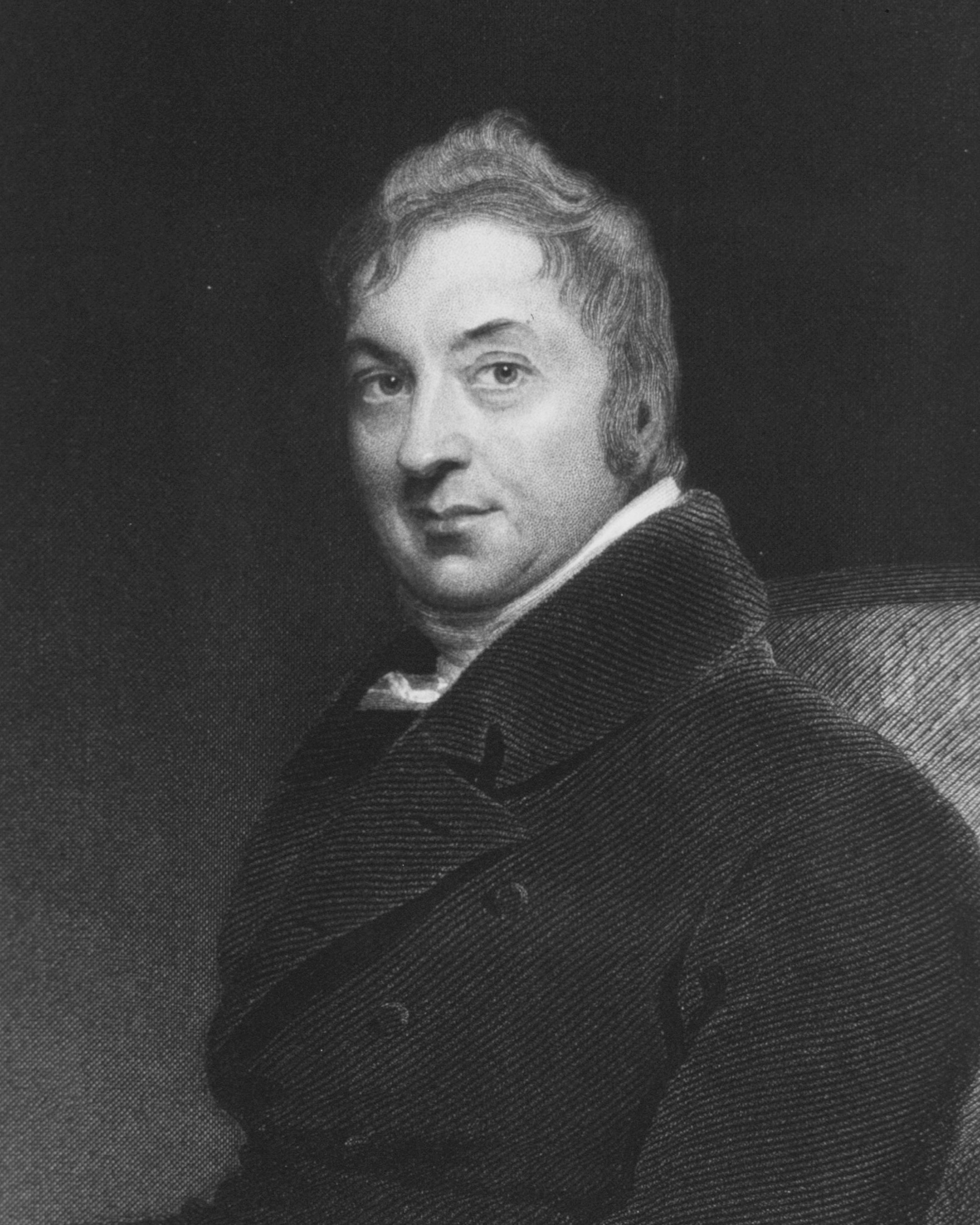
Chân dung Edward Jenner

Edward Jenner thành viên của Hội Hoàng gia (17 tháng 5, năm 1749 – 26 tháng 1, năm 1823) là một bác sĩ đa khoa, nhà phẫu thuật người Anh, ông đã nghiên cứu môi trường tự nhiên xung quanh nơi ông sống và làm việc như một bác sĩ, một nhà phẫu thuật, một nhà y khoa ở Berkeley, Gloucestershire, Tây Nam nước Anh. Ông trở nên nổi tiếng nổi vì là bác sĩ đầu tiên nghiên cứu và sử dụng vắc xin để phòng chống bệnh đậu mùa. Nhờ Jenner, bệnh đậu mùa, một căn bệnh tàn phá khủng khiếp với loài người trong nhiều thế kỷ trước, đặc biệt ở Châu Âu, cướp đi sinh mạng hàng triệu người trong thời kỳ đó, đã được giảm thiểu rất nhiều tác hại.

## Cuộc đời

### Thời trẻ
Jenner được đào tạo ở Sodbury, Gloucestershire, là một người học nghề, giúp việc cho tiến sĩ Ludlow trong thời gian 8 năm, từ năm 13 tuổi , sau đó ông tới Luân Đôn vào năm 1770 để học theo John Hunter, một bác sĩ phẫu thuật (một nhà thực nghiệm có tiếng, sau đó là thành viên của Hội Hoàng Gia) và một bác sĩ khác ở Luân Đôn. Jenner sớm được chú ý bởi những người nổi tiếng, họ đã cho ông những lời khuyên về việc hành nghề y khoa đồng thời cũng là những người đã đề cử ông vào Hội Hoàng gia. Nhưng ông đã rời London để về miền quê bình dị hành nghề. Nhiều người khi hỏi về quyết định của ông thì ông đã trả lời: "Danh vọng là gì nhỉ? Đó là một thứ trang sức mạ vàng rất có thể gây hại cho con người"
Và ông đã trở về quê hương năm 1773. Nhưng chính tại quê hương, danh vọng đã đến với ông, vừa bởi tình cờ vừa bởi óc quan sát của ông. Tên tuổi của ông đã trở thành bất tử, một bác sĩ nổi tiếng đã cứu hàng triệu con người khỏi bệnh đậu mùa.

### Bệnh đậu mùa
Lúc bấy giờ, ở quê hương ông cũng như trên khắp thế giới, bệnh đậu mùa đang đe dọa nghiêm trọng tới sức khỏe con người và gia súc. Mười người mắc bệnh có đến 8 - 9 người chết, người nào còn sống thì cũng bị lở loét, mặt rỗ, chịu cuộc sống cô độc, hẩm hiu suốt phần đời còn lại.
Căn bệnh xuất hiện từ rất lâu trong lịch sử nhân loại, nhưng bắt đầu trở thành đại dịch từ những năm của thế kỷ thứ 6, khi nó bắt nguồn từ châu Phi, sau đó lan sang châu Âu, Á. Trong hai thế kỷ 17 - 18, nó đã cướp đi sinh mạng của hàng triệu người.
Căn bệnh này lúc đó là bệnh nan y, do virus gây nên. Triệu chứng là các mụn nổi đỏ, sau đó thành các mụn nước, lan ra khắp cơ thể, gây sốt, nhiễm trùng, có thể bị mù và tử vong. Bệnh lây qua đường hô hấp và tiếp xúc với người bệnh nên số người bị bệnh tăng lên nhanh chóng. Jenner liền tìm hiểu về căn bệnh này.
Hồi năm 1768, một bác sĩ đồng quê tên là John Fewster đã nhận thấy những ai đã từng bị đậu bò (một căn bệnh lây từ bò, chỉ gây ra các triệu chứng nhẹ) thì sẽ không phản ứng với việc chủng ngừa bằng mầm bệnh đậu mùa, và họ cũng không bị đậu mùa. Ông kể chuyện này với anh em nhà Ludlow, và chính Edward Jenner đang học việc cho anh em nhà Ludlow vào năm 1768. Anh em nhà Ludlow có thể đã nói với Edward Jenner về những quan sát của bác sĩ Fewster, và ông đã ghi nhớ lại câu chuyện này.
Sau đó, Edward Jenner đã có gần 30 năm suy ngẫm về câu chuyện. Jenner để ý quan sát nhiều người và thấy đúng là những người sau khi mắc phải căn bệnh "đậu bò" thì tuyệt nhiên không bị bệnh đậu mùa nữa. Ông suy nghĩ là có thể cố ý làm lây căn bệnh đậu bò sang người để họ không bị mắc bệnh đậu mùa hay không?
Vào thời đó, người ta đã biết cách tiêm chủng đậu mùa bằng cách lấy mủ từ người bệnh chích cho người khác, nhưng phương pháp này có nhiều tác dụng phụ, và có một tỷ lệ người chích ngừa lại bị đậu mùa do chính mũi tiêm (tỷ lệ tử vong do phương pháp này là khoảng 0,5-2%). Trong khi đó, đậu bò chỉ là căn bệnh nhẹ, dù bị mắc thì cũng gần như không gây nguy hiểm.
Sau khi được thầy của mình khuyến khích sau khi hỏi ý kiến, ông bắt tay vào thực hiện.

## Sự nghiệp

### Phát hiện
Ông thử nghiệm giả thuyết của mình vào ngày 14/5/1796. Đầu tiên, ông gặp một người phụ nữ chuyên làm nghề vắt sữa bò đang mắc phải bệnh đậu bò (lây từ bò), lấy các mủ ở mụn đậu, sau đó cấy lên trên cánh tay của một đứa bé khỏe mạnh là James Phipps. Sau một tuần mắc bệnh đậu bò thì đứa bé đã khỏi hoàn toàn. Ngày 1/7, ông thử cấy mủ đậu mùa vào đứa bé này thì đứa bé hoàn toàn không mắc bệnh.
Ông tiêm chủng cho đứa con trai 10 tháng tuổi của mình thì kết quả cũng tương tự, đứa bé không bị bệnh đậu mùa. Từ đó, ông hoàn thành công nghệ chế tạo thuốc tiêm chủng của mình thành các công đoạn như sau:
Đầu tiên, lấy ít mủ bệnh đậu bò trên một con bò mắc bệnh này. Tiếp theo, xử lý số mủ này, sau đó trích các mủ này vào người (tiêm chủng đậu). Những người được tiêm chủng sẽ không mắc phải bệnh đậu mùa nữa vì máu của họ đã có yếu tố kháng bệnh (virus đậu bò và virus đậu mùa gần giống nhau, hệ miễn dịch đề kháng được đậu bò thì cũng kháng được đậu mùa).
Có một câu chuyện rằng Jenner đã nảy ra ý tưởng sau khi nghe một cô gái vắt sữa bò kể rằng cô sẽ không bị đậu mùa do đã bị đậu bò từ trước. Tuy nhiên, giáo dư Boylston cho rằng: "Ý tưởng rằng bệnh đậu mùa có thể phòng ngừa một đợt lây nhiễm bệnh dịch đã đến từ những quan sát của bác sĩ Fewster vào năm 1768. Không hề liên quan đến cô gái vắt sữa". Câu chuyện liên quan đến cô gái vắt sữa là được kể bởi một người bạn kiêm người viết tiểu sử đầu tiên của bác sĩ Edward Jenner tên là John Baron, chỉ vài năm sau khi Jenner tạ thế. Những bác sĩ khác vào thời đó đã không ngớt dò hỏi bác sĩ Jenner rằng tại sao ông có thể tạo liên kết giữa bệnh đậu mùa và đậu bò, và bác sĩ Jenner cũng không thể giải thích nguyên lý để làm nên thí nghiệm vào năm 1796 (vì thời đó người ta chưa biết đến miễn dịch học và virus). Sau khi bác sĩ Edward Jenner qua đời, John Baron có thể đã dựng nên câu chuyện về cô gái vắt sữa như là một cách để bảo vệ uy tín của Jenner.

### Tiêm chủng
Ông gọi phương pháp này là Vaccination (có nguồn gốc từ tiếng Latin "vaccinus", nghĩa là "liên quan đến bò"). Đây chính là nguồn gốc của từ Vắc-xin, một công cụ phòng bệnh hữu hiệu cho tới ngày nay.
Ở thời điểm đó thì Jenner hoàn toàn không biết về nguyên lý hoạt động của vắc xin (vì thời đó khoa học vẫn chưa biết đến hệ thống miễn dịch cũng như sự tồn tại của virus). Ông rút ra phương pháp tiêm chủng hoàn toàn dựa vào quan sát thực tế, sau đó tự suy luận để đưa ra giả thuyết, rồi tiến hành thử nghiệm để chứng minh giả thuyết. Thực tế đã chứng minh giả thuyết của ông là đúng, dù bản thân ông hoàn toàn không lý giải được tại sao phát minh của mình lại có khả năng như vậy.
Đến năm 1798, phương pháp tiêm chủng của ông lan rộng ra khắp thế giới. 2 năm sau, chính phủ Anh mời ông tiêm chủng cho binh chủng Hải quân hoàng gia Anh, sau đó ông được ban thưởng rất hậu hĩnh. Vua Pháp là hoàng đế Napoleon đã ra lệnh cho toàn bộ binh lính Pháp phải tiêm chủng đậu mùa, sau đó là Mỹ.
Năm 1802, chính phủ Anh ra luật cấm việc tiêm chủng đậu mùa bằng phương pháp chích mủ từ người bệnh sang người khác, thay vào đó các bác sĩ phải dùng phương pháp chích mủ đậu bò do Jenner phát minh vì nó ít gây rủi ro hơn rất nhiều.

### Thành công

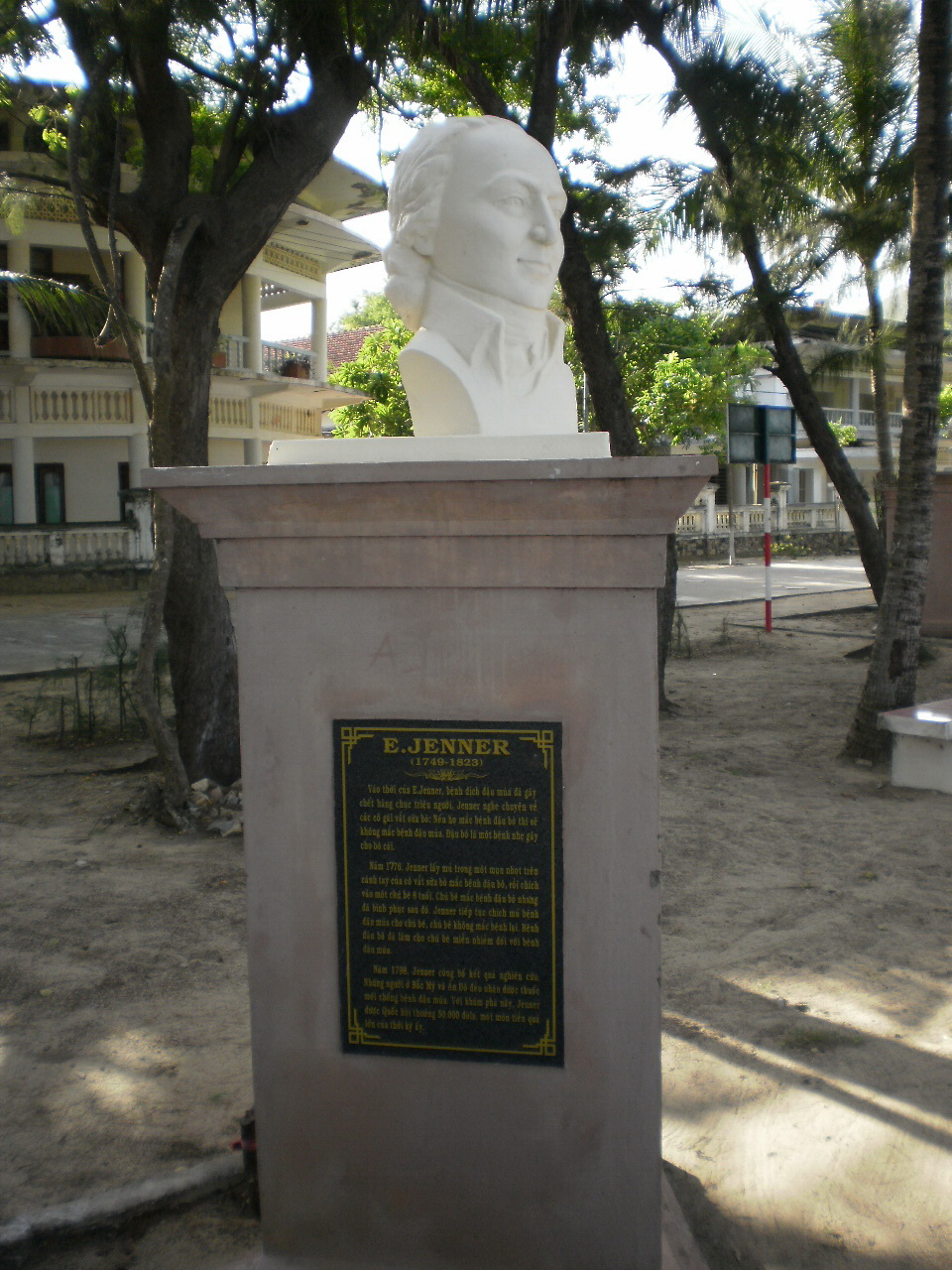
Tượng Edward Jenner tại Quy Hòa, Quy Nhơn, Bình Định.

Thành công lớn nhất của ông chính là đã có công chinh phục được bệnh đậu mùa. Nhờ đó, năm 1802, ông được bầu làm chủ tịch Ủy ban quốc tế về chủng đậu. Ông lần lượt được nữ hoàng Anh, Nga, hoàng đế Pháp, tổng thống Mỹ trao thưởng vì đóng góp to lớn cho nhân loại. Sau đó là được mời vào Viện Hàn lâm khoa học Pháp.
Ở Anh, Pháp, Ý... người ta đã làm tượng của ông để tưởng nhớ và ghi ơn.
Ngày 16 tháng 1 năm 1823, ông trút hơi thở cuối cùng sau khi bị tai biến mạch máu não. Chính phủ nước Anh xin được chôn cất thi hài ông ở Tu viện Westminster, nơi chôn cất của những người con ưu tú của nước Anh. Nhưng theo lời di chúc trước lúc ông qua đời, gia đình ông đã mai táng và chôn cất ông trong một nghĩa trang nhà thờ ở quê hương Berkeley, nơi ông đã gắn bó gần suốt cuộc đời.

## Sách đã xuất bản
- 1798 An Inquiry Into the Causes and Effects of the Variolæ Vaccinæ
- 1799 Further Observations on the Variolœ Vaccinœ
- 1800 A Continuation of Facts and Observations relative to the Variolœ Vaccinœ 40pgs
- 1801 The Origin of the Vaccine Inoculation 12pgs

## Footnotes
1. ↑  "Hunter; John (1728 - 1793); Anatomist and Surgeon". Royal Society. Truy cập ngày 1 tháng 8 năm 2007.[liên kết hỏng]